# Bernd Bajog
Bernd Bajog (* 1946 in Weißenburg in Bayern) ist ein deutscher Regisseur und Drehbuchautor von Dokumentarfilmen.

## Leben
Bernd Bajog studierte Germanistik, Psychologie und Publizistik. Er arbeitete als freier Mitarbeiter bei verschiedenen in- und ausländischen Fernsehanstalten (ARD, ZDF, CBS, Sveriges Radio, SRG). Seit 1975 ist er als Autor, Regisseur und Produzent tätig.
Bajog drehte Reportagen sowie programmfüllende Spiel- und Dokumentarfilme. Er ist bekannt für seine Arbeit an Der Mond der Mineure (2003) und Vier Jahreszeiten (1990). 
Sein Kurzspielfilm Verhör (Alternativtitel Protokoll), der bei den 21. Westdeutschen Kurzfilmtagen 1975 in Oberhausen uraufgeführt und dort mit einer lobenden Erwähnung bedacht wurde, erhielt 1975 den Preis der Deutschen Filmkritik und wurde mit dem Prädikat „wertvoll“ ausgezeichnet. Bajogs Kurzspielfilm Die Zeit des Schweigens ist vorbei wurde im November 1976 bei der Internationalen Filmwoche Mannheim gezeigt. Sein Spielfilm Mutmaßungen über Arthur wurde 1979 ebenfalls im Rahmen der Internationalen Filmwoche Mannheim uraufgeführt.
Seine dokumentarischen Spielfilme Villa Rouge (1987) über eine Münchner Musiker-Band und Vier Jahreszeiten (1990) über einen jungen Bauern, der in der Nähe von Erding in Bayern seinen Hof auf biologischen Anbau umgestellt hat, hatten ihre Uraufführung bei den Internationalen Hofer Filmtagen. Sein Dokumentarfilm Der Mond der Mineure (2003) über die Autobahnbau- und Sprengarbeiten am Tunnel „Berg Bock“ in Thüringen, bei dem Bernd Bajog die Tunnelbauer, die sich sechs Kilometer mitten durch den „Rennsteig“-Kamm sprengten, fast zwei Jahre begleitete, wurde ebenfalls bei den Internationalen Hofer Filmtagen uraufgeführt.
Ein geplanter „Politthriller“ mit dem Arbeitstitel Winterkönig – King for a Season über die Münchner Familie Hanfstaengl vor dem Hintergrund des Hitlerputsches, mit dem „Parvenü“ Adolf Hitler im Mittelpunkt der Handlung, wurde nicht realisiert.  
Bajog lebt in Berlin.

## Filmografie
Quelle: Filmdienst
- 1975: Verhör (Kurzfilm)
- 1976: Die Zeit des Schweigens ist vorbei (Kurzfilm)
- 1979: Mutmaßungen über Arthur
- 1985: Goethe in D. oder Die Nacht auf dem Schreckenstein oder Wie Erwin Geschonneck eine Hauptrolle spielte (Kamera)
- 1987: Villa Rouge[1]
- 1990: Vier Jahreszeiten
- 1991: Verlorene Heimat (Dokumentarfilm)
- 2003: Der Mond der Mineure (Dokumentarfilm)